# 大手町地所グループ
大手町地所グループ（オオテマチジショグループ英: Otemachi Real Estate Group）は、OGIホールディングスを持株会社とする不動産事業部門の総称。2016年春まで使用されていたが、その後、グループの表現は使用されなくなった。

## 概要
OGIグループの不動産部門、中古住宅の買取・販売の(株)マイランド、収益ビルの売買･仲介を展開する(株)ビルエステート、住宅リフォームの(株)マイランドリフォームなどの総称として使用されていた。